# بني بدر (الشاهل)

تعديل مصدري - تعديل

بني بدر هي إحدى قرى عزلة جانب اليمن بمديرية الشاهل التابعة لمحافظة حجة، بلغ تعداد سكانها 1075 نسمة حسب تعداد اليمن لعام 2004.